# Skivjane
Skivjan en albanais et Skivjane en serbe latin (en serbe cyrillique : Скивјане) est une localité du Kosovo située dans la commune/municipalité de Gjakovë/Đakovica, district de Gjakovë/Đakovica (Kosovo) ou de Pejë/Peć (Serbie). Selon le recensement kosovar de 2011, elle compte 2 254 habitants.

## Histoire
Dans le village, quatre tours-résidences construites au XIXe siècle sont proposées pour une inscription sur la liste des monuments culturels du Kosovo : celle d'Ali Zenel, celle d'Osman Jakup, celle de Selim Hajdar et celle de Rrustem Hajdarit.

## Démographie

### Évolution historique de la population dans la localité
| 1948 | 1953 | 1961  | 1971  | 1981  | 1991  | 2011  |
| ---- | ---- | ----- | ----- | ----- | ----- | ----- |
| 914  | 971  | 1 107 | 1 461 | 1 993 | 2 368 | 2 254 |

|  |

### Répartition de la population par nationalités (2011)
En 2011, les Albanais représentaient 87,36 % de la population et les Égyptiens 12,56 %.